# Allez-y sergent !
Pour plus de détails, voir Fiche technique et Distribution.
Allez-y sergent ! (Carry On Sergeant) est un film britannique réalisé par Gerald Thomas, sorti en 1958.
Ce film fait partie de la série de films Carry On.

## Synopsis
Sur le point de prendre sa retraite, le sergent Grimshawe souhaite remporter le prix de l’Escouade étoilé. Pour ce faire, il met sur pied un peloton de nouveaux membres issu du service national, concentrant des éléments plus hétéroclite les uns que les autres.

## Fiche technique
- Titre : Allez-y sergent !
- Titre original : Carry On Sergeant
- Réalisation : Gerald Thomas
- Scénario : Norman Hudis
- Photographie : Peter Hennessy
- Musique : Bruce Montgomery
- Pays de production : Royaume-Uni
- Format : Noir et blanc - 1,66:1 - Mono
- Genre : comédie
- Date de sortie : 1958

## Distribution
- William Hartnell : Sergent Grimshawe
- Shirley Eaton : Mary Sage
- Eric Barker : Capitaine Potts
- Dora Bryan : Norah
- Bill Owen : Corporal Bill Copping
- Terence Longdon : Miles Heywood
- Norman Rossington : Herbert Brown
- Gerald Campion : Andy Calloway
- Hattie Jacques : Captain Clark
- Cyril Chamberlain : Sergent de tir
- Martin Boddey : Spécialiste
- Ian Whittaker : Médecin
- Basil Dignam : Spécialiste
- Terry Scott : Sergent Paddy O'Brien
- Ed Devereaux : Sergent Russell
- Derek Martinus : Recrue
- Bob Monkhouse : Charlie Sage